# Grenåvej (Aarhus Kommune)
 For alternative betydninger, se Grenåvej. (Se også artikler, som begynder med Grenåvej)
Grenåvej er én af i alt otte radiale hovedveje, der fører ind til Aarhus. Den ca. 14,7 km lange Grenåvej forløber mellem Løgten i nord og Marienlund i syd. Hele vejstrækningen indgår i Sekundærrute 505. Den mest trafikerede del af Grenåvej er vejstrækningen mellem Vejlby og Egå, hvor der gennemsnitlig passerer 22.000-30.000 køretøjer i døgnet.

## Forløb
Grenåvej er en kommunevej, der strækker sig fra Segaltvej ved Løgten i nord til Marienlund ved Riis Skov i syd. Gennem Løgten og Skødstrup er Grenåvej tosporet indtil vejen krydser Djurslandmotorvejen ved frakørsel 16. Herefter fortsætter Grenåvej som 4 sporet vej frem til Marienlund; fra Ravnsøvej til Vejlby Ringvej er vejen dog udvidet med en busbane i sydvestgående retning. Undervejs passerer Grenåvej forstæderne Skæring, Egå, Risskov og Vejlby.

## Historie
Frem til 2010 var der en jernbaneoverskæring med bomme tværs over Grenåvej ved foden af Vejlby Bakke, som afbrød trafikken mange gange om dagen. I december 2010 blev en bro over banen taget i brug.